# 凯拉卢
凯拉卢（Kheralu），是印度古吉拉特邦马赫萨那县的一个城镇。总人口20143（2001年）。

## 人口
该地2001年总人口20143人，其中男性10455人，女性9688人；0—6岁人口2561人，其中男1410人，女1151人；识字率67.53%，其中男性为75.82%，女性为58.59%。